# Istituto Campana per l'Istruzione Permanente
L'Istituto Campana per l’Istruzione Permanente ha sede presso Palazzo Campana a Osimo, in Piazza Dante n. 4.

## Storia
Dopo aver affrontato complesse vicende amministrative, nel 1899 il Nobil Collegio Convitto Campana e il Seminario vescovile di Osimo, che per oltre 150 anni avevano condiviso la sede di Palazzo Campana, furono scissi in due enti distinti. Divenuto già dal 1876 ente morale di diritto privato, il Collegio Campana mantenne ininterrottamente il suo ruolo formativo fino al 1967, dapprima in maniera autonoma e successivamente, anche a causa della progressiva diminuzione del numero dei convittori, in accordo con l’Opera Nazionale Assistenza Orfani dei Militari dell'Arma dei Carabinieri. Dopo una sospensione delle attività durata circa vent'anni, su iniziativa dell'allora Presidente del Consiglio d'Amministrazione Alessandro Niccoli nel 1984 il Collegio Campana si dotò di un nuovo statuto, assumendo la denominazione attuale di Istituto Campana per l’Istruzione Permanente.
Nel 2015, per rispondere con maggiore aderenza alla legislazione vigente in materia di educazione, istruzione e formazione, gli organi direttivi dell'Istituto Campana deliberarono e realizzatono la stesura di un nuovo statuto, tutt'oggi in vigore. Nel suo nuovo avvetto giuridico, l'Istituto Campana avrebbe conservato la tradizionale funzione educativa di alta formazione, con lo scopo di organizzare iniziative rivolte alle istituzioni scolastiche di ogni ordine e grado presenti sul territorio, nonché agli enti che erogano formazione di tipo professionale e universitario.
Ad oggi, l'Istituto Campana detiene numerose finalità, elencate nell'articolo 2 del vigente statuto. Tra esse, oltre alla citata gestione di attività educative, rientrano anche il sostegno del diritto allo studio, tramite la concessione di borse di studio, la valorizzazione del territorio attraverso l'organizzazione di iniziative culturali, nonché la tutela e la diffusione della conoscenza relativa al patrimonio dell'Istituto, la cui inalienabilità è sancita dall'articolo 6 dello statuto. Per ottemperare a quest'ultimo compito, l'Istituto Campana ha avviato numerose campagne di catalogazione e digitalizzazione dei propri fondi librari e archivistici.

## Galleria d'immagini

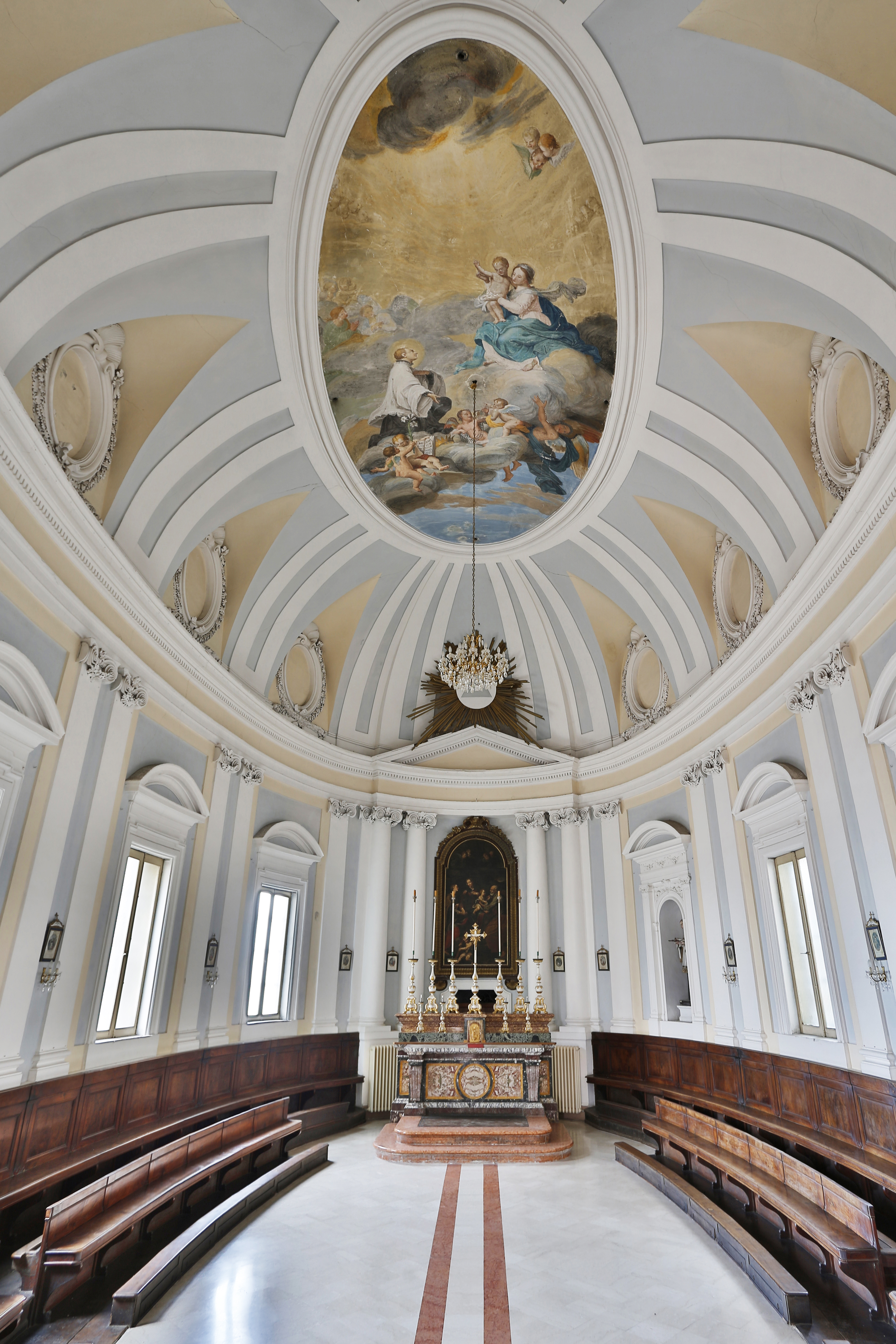
Cappella
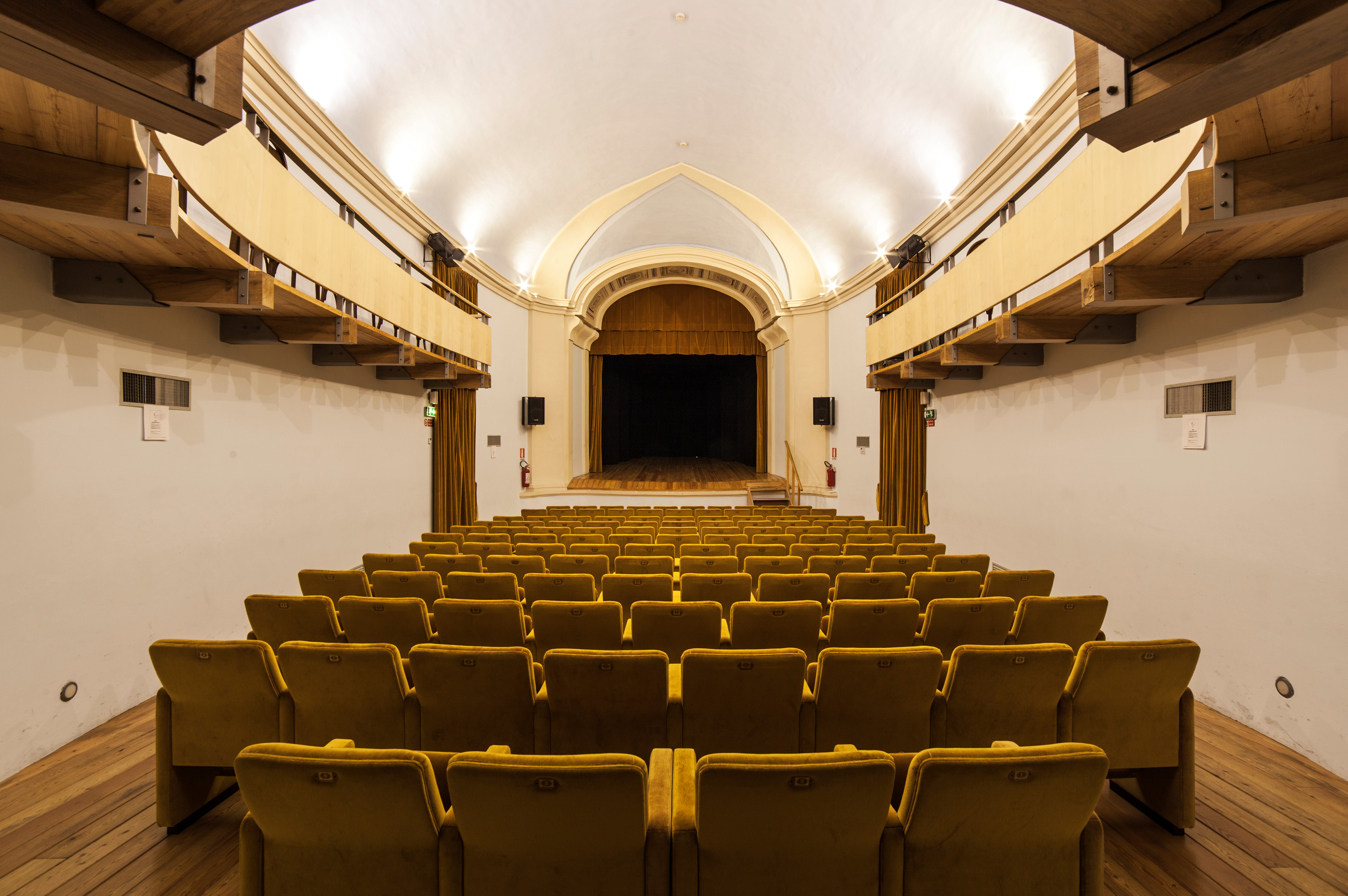
Teatrino
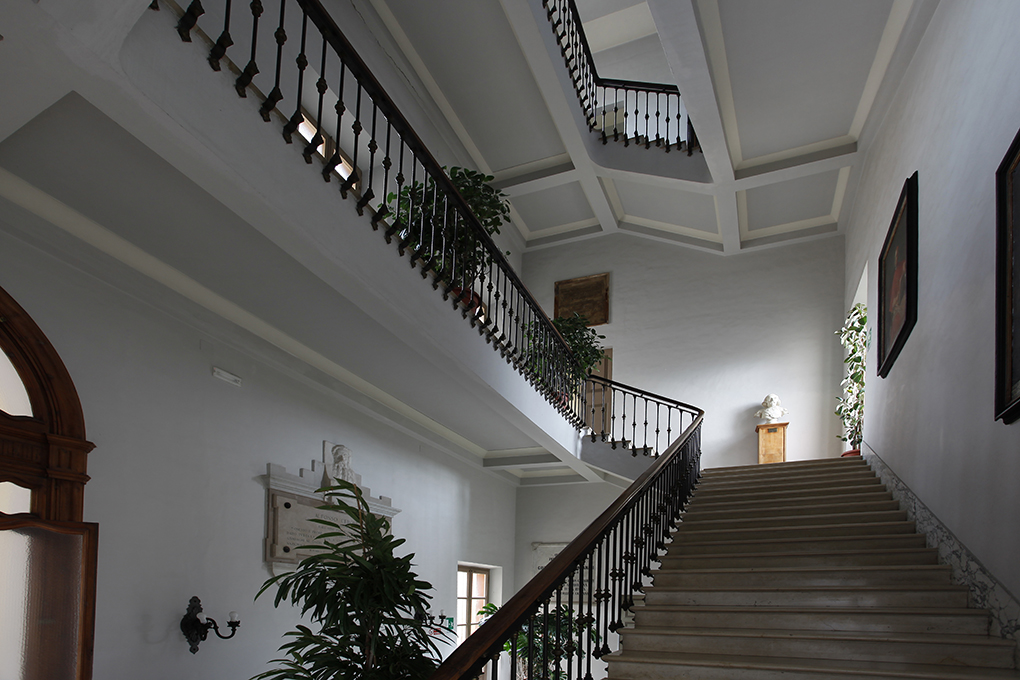
Scalone
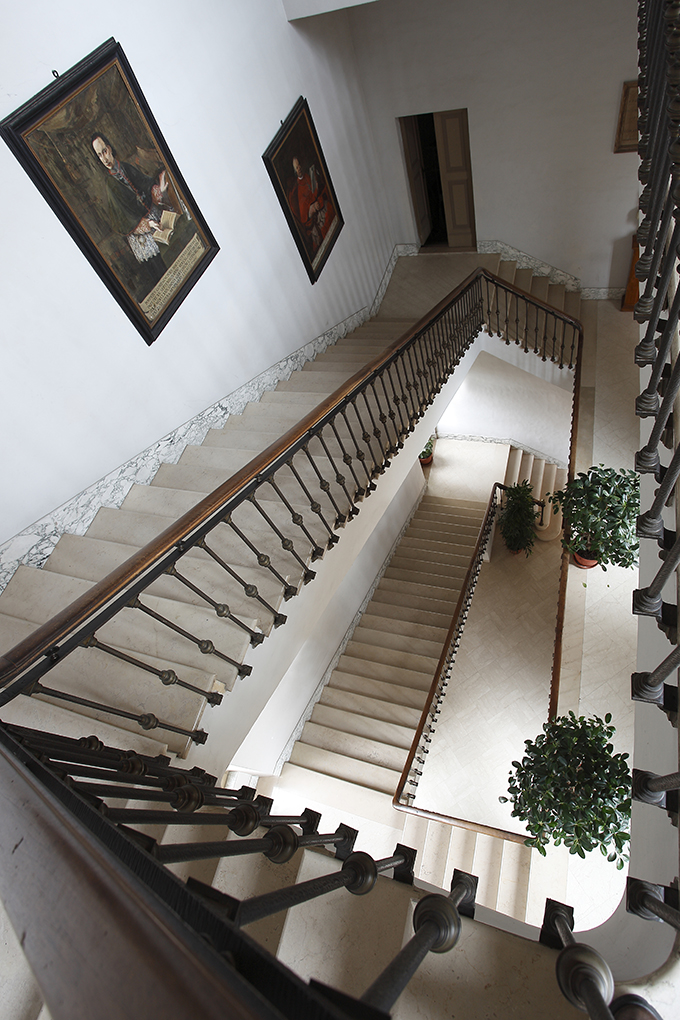
Scalone
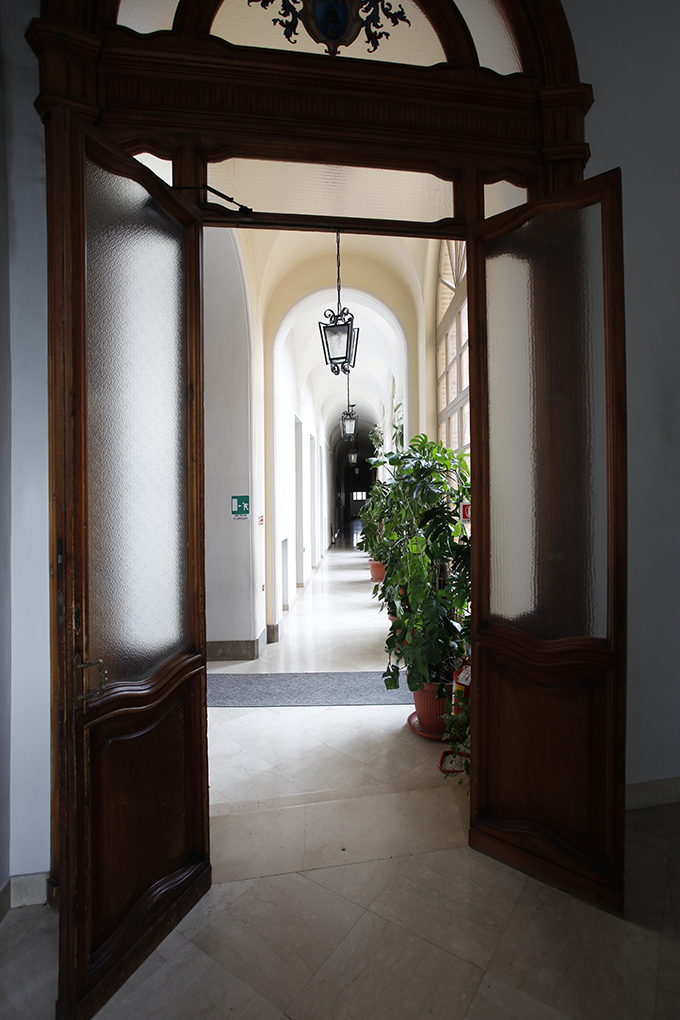
Corridoio
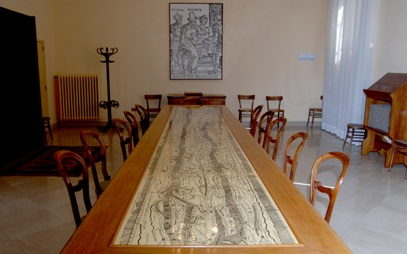
Sala "Tavola Peuntingeriana"
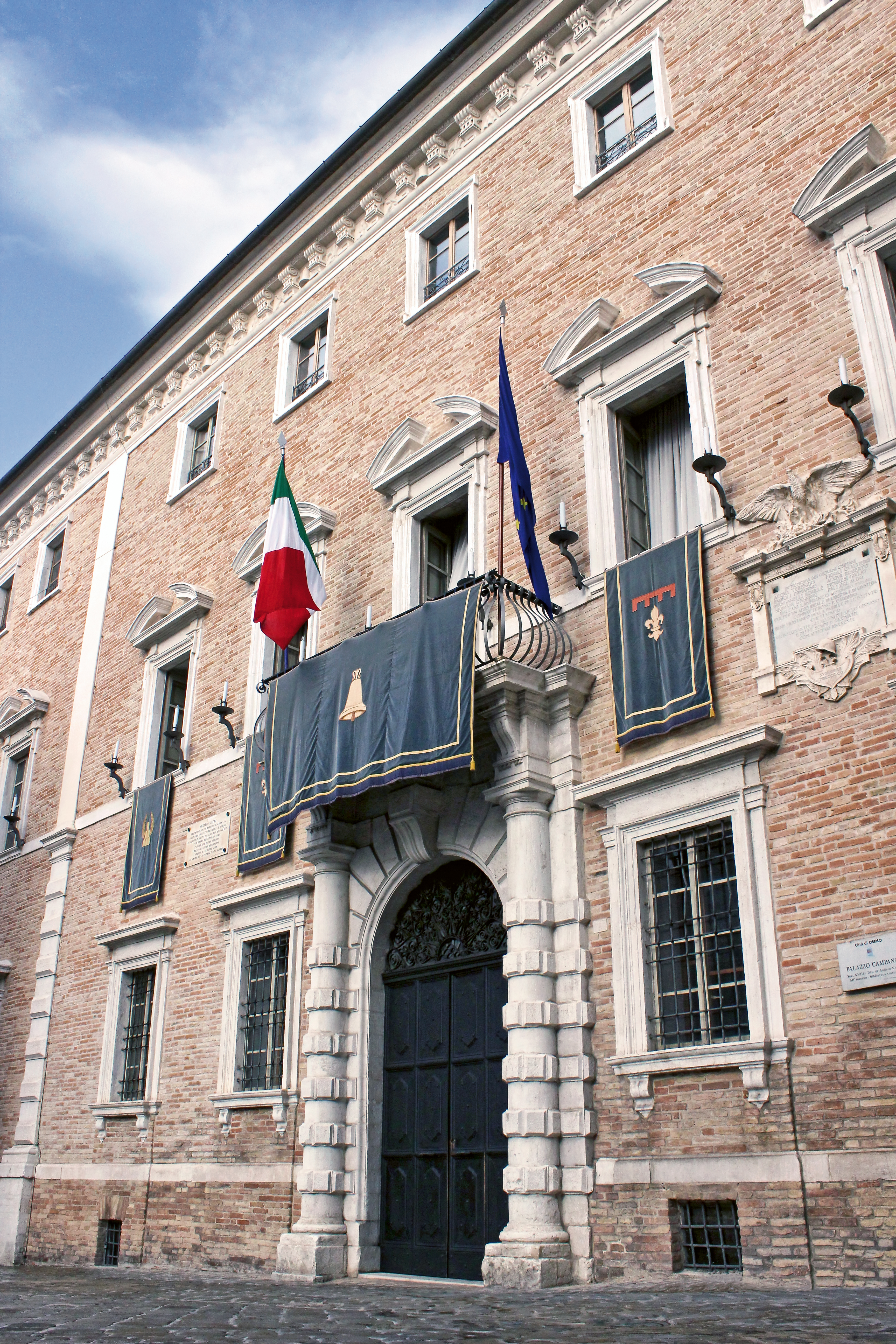
Facciata